# Изаак, Корней Корнеевич
Корней Корнеевич Изаак (20 мая 1950, с. Черниговка, Нуринский район, Карагандинская область, Казахская ССР — 18 мая 2011, Караганда, Казахстан) — казахстанский государственный деятель. Аким города Караганды (2000—2002).

## Биография
Родился 20 мая 1950 года в селе Черниговке Нуринского района Карагандинской области.

### Образование
В 1973 году окончил Карагандинский политехнический институт.

### Трудовая деятельность
В 1966 году работал разнорабочим в совхозе «Заря» Осакаровского района Карагандинской области.
В 1969 году работал разнорабочим в совхозе имени 19-го партсъезда.
В 1970 году работал подземным такелажником шахты № 23.
В 1973—1996 гг. — подземный сменный инженер, заместитель начальника, начальник горного участка, главный инженер, начальник управления «Карагандашахтопроходка».
В 1996—1998 гг. — президент «Карагандашахтопроходки».
В 1998—2000 гг. — президент АООТ «Карагандашахтопроходка» и АОЗТ «Шахтопроходка».
В 2000—2002 гг. — аким города Караганды.
Скончался 18 мая 2011 года на 59-м году жизни.

## Награды
- Звание «Почетный работник угольной промышленности».
- Медаль «Шахтёрская Слава» I, II и III степеней[1].